# Eudonia lugubralis
Eudonia lugubralis là một loài bướm đêm trong họ Crambidae.